# (3817) Lencarter
(3817) Lencarter (1979 MK1) – planetoida z pasa głównego asteroid okrążająca Słońce w ciągu 3,42 lat w średniej odległości 2,27 j.a. Odkryli ją Eleanor Helin i Schelte Bus 25 czerwca 1979 roku.